# 俄勒冈，我的俄勒冈
《俄勒冈，我的俄勒冈》（英語：Oregon, My Oregon）是美国俄勒冈州的州歌，该歌曲共有16行两节，原本是为了1920年的一场歌曲比赛而著，并于1927年成为该州州歌。
由于该歌曲的原歌词含有种族主义情绪，俄勒冈州议会在2021年的一项法案中对其进行了更改。

## 历史
1920年俄勒冈州作曲家协会举办了一场比赛，目的就是为俄勒冈州挑选一首州歌。最终由作词人约翰·安德鲁·布坎南和作曲人亨利·伯纳德·默塔夫合作创作的《俄勒冈，我的俄勒冈》脱颖而出。在这两人中，布坎南只是一名业余作词家，他的本职工作是阿斯托利亚市的法官，而默塔夫是一名专业的音乐家，荣获过百老汇颁发的很多奖项。他的本职工作是电影院在播放默片时负责管风琴演奏，在当时的美国西海岸可谓小有名气。
在这首歌被选中之后，协会就开始通过在全州各地的公共集会场所以及学校进行表演来推广这首歌。
1927年2月12日，俄勒冈州议会通过决议正式采纳这首歌为州歌。
2009年，俄勒冈州议员吉恩·维斯南特提议更换官方州歌。2017年，俄勒冈州议会提出了一项法案，试图修改这首歌的歌词，要求歌词反映该州的文化、历史、经济和社会演变。

## 简介
布坎南的歌词包含了向俄勒冈州的早期定居者和拓荒者致敬以及对该州自然美景的赞美这两个主题，默塔夫则用F大调进行谱曲。
2021年6月6日，俄勒冈州议会通过了关于更改歌词的决议。